# N-Gage

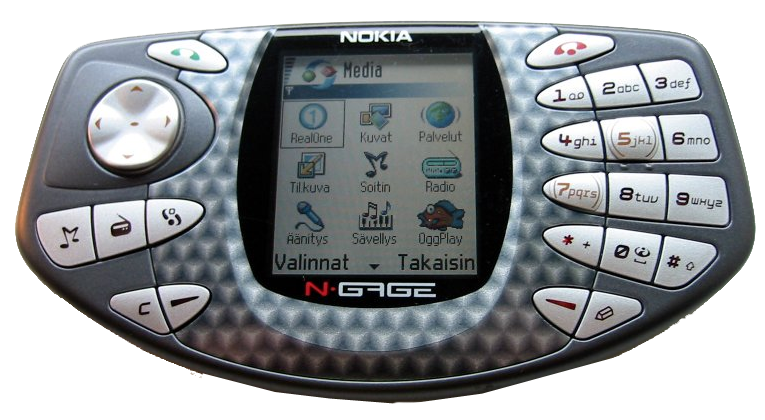
Nokia N-Gage

De N-Gage is een mobiele telefoon annex draagbare spelcomputer van de elektronicafabrikant Nokia. Deze is verschenen in twee uitvoeringen: de gewone N-Gage en de nieuwere N-Gage QD.
De belangrijkste verschillen zijn: de QD is zwaarder maar kleiner, kan MMC-kaarten wisselen terwijl de telefoon aanstaat, heeft een verbeterde interface, geen muziekspeler en FM-radio, dual-bandfunctionaliteit, en een langere batterijlevensduur.

## N-Gage Applicatie
De N-Gage applicatie is nu alleen beschikbaar voor:
- Nokia N78
- Nokia N79
- Nokia N81
- Nokia N81 8GB
- Nokia N82
- Nokia N85
- Nokia N86 8GB
- Nokia N95
- Nokia N95 8GB
- Nokia N96
- Nokia N97

Spelcomputers · Draagbare spelcomputers (Lijst van draagbare spelcomputers)